# Stanisław Brzeziński-Dunin

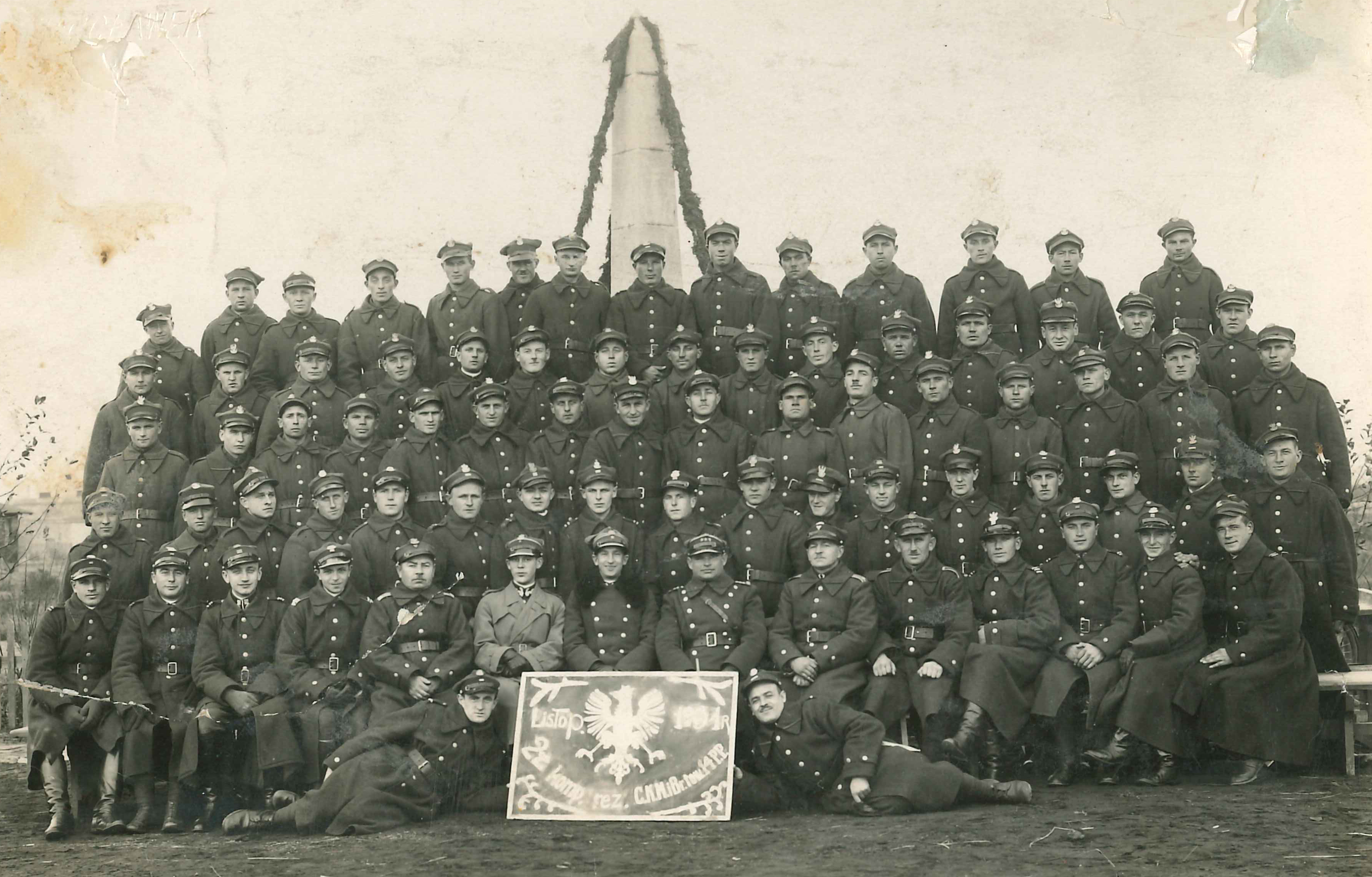
2 kompania rezerwy ckm i broni towarzyszących 14 pp we wrześniu 1931 r. W środku siedzi mjr Stanisław Brzeziński-Dunin, na prawo od niego kpt. Mieczysław Sanak, a na lewo ppor. Władysław Szelepin.

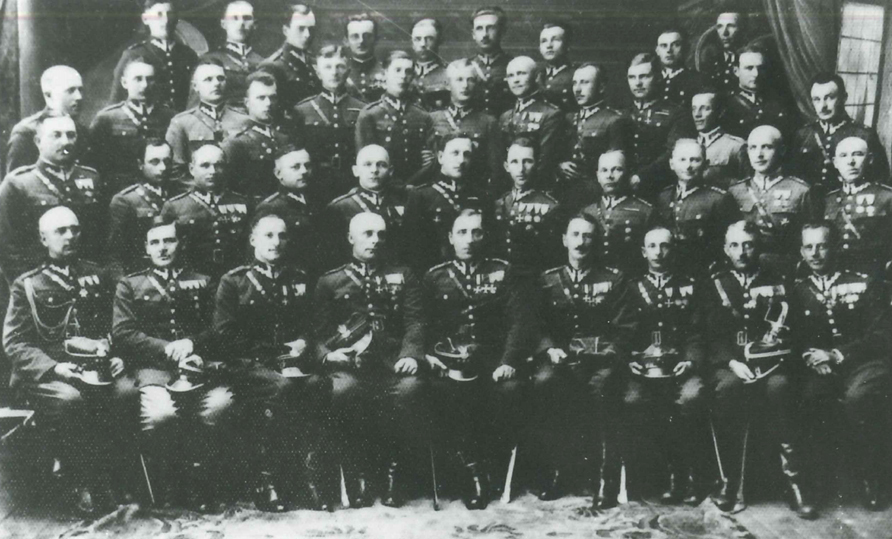
Korpus oficerski 14 pp w dniu 11 listopada 1933. Siedzą od prawej: mjr Wilhelm Paszkiewicz, mjr Stanisław Pietrzyk, mjr Stanisław Brzeziński-Dunin, ppłk Hugo Mijakowski (z-ca d-cy pułku), płk Ignacy Misiąg (były d-ca pułku), ppłk Franciszek Sudoł (d-ca pułku), mjr Aleksander Fiszer, mjr Aleksander Zabłocki i kpt. Marian Matera (adiutant pułku).

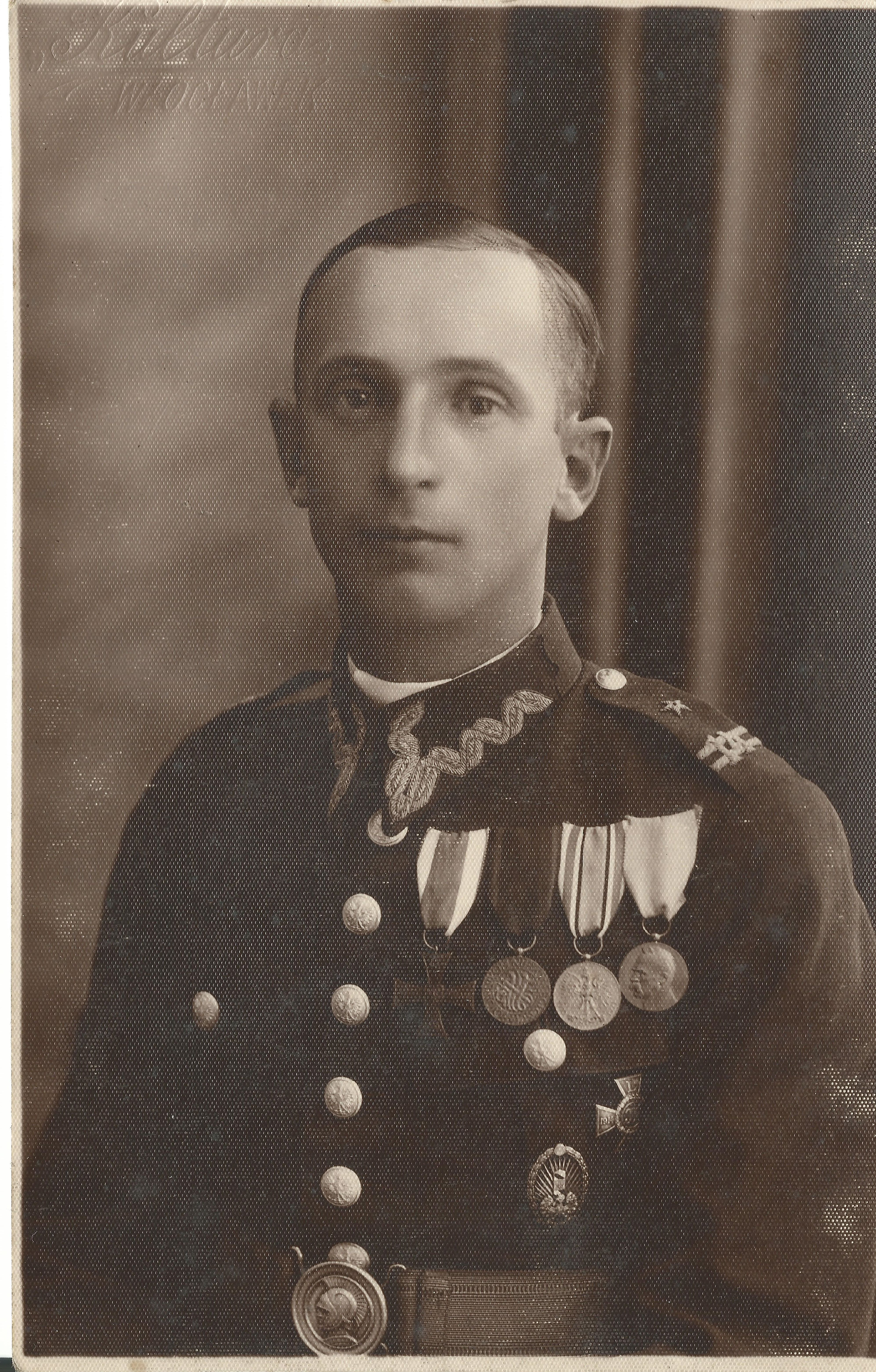
Stanisław Kalikst Brzeziński-Dunin w mundurze galowym majora. Zdjęcie z okresu służby w 14 pp we Włocławku.

Stanisław Kalikst Wiktor Brzeziński-Dunin (ur. 28 lipca 1896 we Lwowie, zm. wiosną 1940 w Charkowie) – podpułkownik piechoty Wojska Polskiego II Rzeczypospolitej, ofiara zbrodni katyńskiej.

## Życiorys
Urodził się 28 lipca 1896 r. we Lwowie jako syn Wiktora i Marii z domu Gasparskiej. Ukończył gimnazjum w Wiedniu, należał go Polskich Drużyn Strzeleckich. Od roku 1914 był żołnierzem 1 pułku piechoty Legionów Polskich, następnie pełnił służbę w armii Austro-Węgier, w której ukończył szkołę oficerską . Jego oddziałem macierzystym był c. i k. 30 pułk piechoty. Na stopień chorążego rezerwy awansowany został ze starszeństwem z dniem 1 października 1916 r., natomiast na stopień podporucznika służby stałej ze starszeństwem z dniem 1 listopada 1916 r.. W Wojsku Polskim służył od 1918 roku. Uczestnik wojen 1918–1921 (polsko-ukraińskiej i polsko-bolszewickiej) – w szeregach 40 pułku piechoty. Podczas walk został dwukrotnie ranny . Na mocy dekretu Naczelnego Wodza Wojska Polskiego z dnia 19 sierpnia 1920 r. został zatwierdzony z dniem 1 kwietnia 1920 roku w stopniu kapitana w piechocie.
Na dzień 1 czerwca 1921 r. pełnił, nadal w stopniu kapitana, służbę w 40 pułku piechoty. Dekretem Naczelnika Państwa i Wodza Naczelnego z dnia 3 maja 1922 r. (dekret L. 19400/O.V.) został zweryfikowany w tymże stopniu, ze starszeństwem z dniem 1 czerwca 1919 roku i 956. lokatą w korpusie oficerów piechoty. Służąc we lwowskim 40 pp zajmował: w 1923 roku – 863. lokatę, a w roku 1924 – 442. lokatę wśród kapitanów piechoty.
Dalszy etap kariery wojskowej Stanisława Brzezińskiego-Dunina to służba w Korpusie Ochrony Pogranicza, do którego został przeniesiony z dniem 25 lutego 1925 roku (przed przeniesieniem pełnił służbę w Oddziale V Sztabu Generalnego jako nadetatowy oficer 40 pp). Skierowany początkowo do brygady KOP „Podole”, został w dniu 18 kwietnia tegoż roku przydzielony do batalionu „Skałat”. W maju 1925 roku przesunięto go do brygady „Nowogródek”. W dniu 7 lutego 1927 r. został powołany na X kurs do rembertowskiego Doświadczalnego Centrum Wyszkolenia. W tym okresie pełnił już służbę w batalionie KOP „Iwieniec”. W sporządzonym na przełomie 1926 i 1927 roku przez Szefa Departamentu Piechoty Ministerstwa Spraw Wojskowych płk. Szt. Gen. Józefa Zamorskiego „Wykazie imiennym poruczników i kapitanów – dowódców kompanii i baonów na froncie” – zaliczono kpt. Brzezińskiemu 9-miesięczny okres dowodzenia kompanią (czas dowodzenia oddziałami bojowymi na froncie obliczano od dnia 1 czerwca 1919 r. do dnia 1 marca 1921 r.). Zarządzeniem B.P.L. 3989/III Prezydenta RP Ignacego Mościckiego z dnia 12 kwietnia 1927 r. został awansowany na stopień majora, ze starszeństwem z dniem 1 stycznia 1927 roku i 73. lokatą w korpusie oficerów piechoty. 20 czerwca 1927 r. objął agendy kwatermistrza baonu „Iwieniec” (przejął je po kpt. Tadeuszu Sterzyńskim). W okresie od 17 lipca do 15 października 1927 r. pełnił czasowo obowiązki dowódcy tegoż batalionu. Agendy kwatermistrzostwa batalionu „Iwieniec” przejął ponownie w dniu 15 października 1927 roku. Marszałek Józef Piłsudski (minister spraw wojskowych) zarządzeniem ogłoszonym w dniu 23 grudnia 1927 r. przeniósł mjr. Stanisława Brzezińskiego do kadry oficerów piechoty, z pozostawieniem na dotychczas zajmowanym stanowisku. W roku 1928 przynależał do kadry oficerów piechoty (pozostając na ewidencji 40 pułku piechoty) i pełnił wciąż służbę w Korpusie Ochrony Pogranicza. Zajmował wówczas 74. lokatę wśród majorów piechoty ze swego starszeństwa. W dniu 3 września 1928 r. został wyróżniony Odznaką Pamiątkową Korpusu Ochrony Pogranicza „Za Służbę Graniczną”.
Zarządzeniem  ministra spraw wojskowych – marszałka Józefa Piłsudskiego – został w marcu 1930 roku przeniesiony (w korpusie oficerów piechoty) z KOP-u do 14 pułku piechoty z Włocławka, na stanowisko dowódcy batalionu. Służąc we włocławskim pułku zajmował w 1930 roku – 356. lokatę łączną wśród majorów piechoty (była to 69. lokata w starszeństwie). Na dzień 16 września 1930 r. dowodził II batalionem 14 pp, a w dniach od 14 do 17 października 1930 r. uczestniczył w terenowych ćwiczeniach taktycznych dla oficerów sztabu 4 Dywizji Piechoty. Razem z nim z 14 pułku piechoty na ćwiczenia te wyjechali również kpt. Emil Zawisza i mjr Stanisław Pietrzyk. W roku 1932 jako major 14 pułku piechoty zajmował 58. lokatę w swoim starszeństwie i odznaczony był już wówczas Medalem Niepodległości. Jako oficer 14 pp, na dzień 1 lipca 1933 roku zajmował 224. lokatę łączną wśród majorów piechoty (była to 57. lokata w starszeństwie). Zarządzeniem Prezydenta Rzeczypospolitej opublikowanym w dniu 19 marca 1934 r. został odznaczony Złotym Krzyżem Zasługi, za zasługi na polu wyszkolenia wojska.
Zarządzeniem  ministra spraw wojskowych, został w kwietniu 1934 r. przeniesiony (w korpusie oficerów piechoty) z 14 pułku piechoty do 26 pułku piechoty, na stanowisko dowódcy batalionu, co ogłoszono w Dzienniku Personalnym Ministerstwa Spraw Wojskowych z dnia 7 czerwca 1934 roku. Służąc w 26 pułku piechoty – na dzień 5 czerwca 1935 roku zajmował 136. lokatę łączną pośród majorów korpusu piechoty (52. lokatę w swoim starszeństwie).
Awansowany do stopnia podpułkownika piechoty został ze starszeństwem z dniem 19 marca 1937 r. i 18. lokatą. Na dzień 23 marca 1939 roku zajmował nadal 18. lokatę wśród podpułkowników korpusu piechoty w swoim starszeństwie i pełnił służbę jako dowódca III batalionu 26 pułku piechoty (detaszowanego we Lwowie).
W kampanii wrześniowej walczył w składzie oddziałów wystawionych przez Ośrodek Zapasowy 5 Dywizji Piechoty. Wziął udział w walkach o Lwów, dowodząc początkowo wschodnim odcinkiem jego obrony. Od 14 września objął rejon wzgórza 374 „Kortumowa Góra” i dowodził tym pododcinkiem, stanowiącym północno-zachodnią część odcinka zachodniego obrony Lwowa. W skład dowodzonego przez niego zgrupowania wchodziły: pododdziały batalionu ON „Lwów I” i batalionu ON „Sokal”, kompania marszowa ckm z 19 pp, 4 kompania 205 pp rez. (weszła w skład zgrupowania w dniu 14 września, po walkach stoczonych na Cmentarzu Janowskim), pluton z 8 kompanii 206 pp rez. i inne mniejsze pododdziały. Łącznie siły podległe ppłk. Brzezińskiemu liczyły 42 oficerów i 784 szeregowych. W dniu 19 września 1939 r., po przeprowadzonej reorganizacji 35 DP Rez. i całego zachodniego odcinka obrony Lwowa, z oddziałów podpułkownika Stanisława Brzezińskiego stworzono dwubatalionowy pułk piechoty „Góra Stracenia”, którego objął dowództwo. W skład tego pułku weszły luźne oddziały, które do tej pory stanowiły obsadę odcinka „Góra Stracenia” (I batalionem dowodził kpt. Jan Baraniecki, a II batalionem kpt. Józef Dubiński). W ramach przeprowadzonej w dniu 19 września akcji zaczepnej obrońców miasta w kierunku Hołoska Wielkiego, mającej na celu ułatwienie wojskom gen. broni Kazimierza Sosnkowskiego przebicie się do Lwowa, zgrupowaniu ppłk. Brzezińskiego wyznaczono zadanie opanowania własnymi siłami Cmentarza Kleparowskiego (akcja ta była ostatnim akordem walk na odcinku zachodnim). W dniu 21 września dokonano kolejnej reorganizacji obrony odcinka „Zachód”, w wyniku której ppłk Brzeziński został dowódcą pododcinka „Kleparów”. Po poddaniu miasta Armii Czerwonej odpowiadał za wymarsz załogi Sektora II (szeregowych) ulicami Janowską i Słowackiego w kierunku na szosę Sichowską. 
Podpułkownik Stanisław Brzeziński-Dunin po kapitulacji Lwowa dostał się do niewoli sowieckiej. Przetrzymywany był w obozie w Starobielsku. Wiosną 1940 został zamordowany przez funkcjonariuszy NKWD w Charkowie i pogrzebany potajemnie w bezimiennej mogile zbiorowej w Piatichatkach, gdzie od 17 czerwca 2000 mieści się oficjalnie Cmentarz Ofiar Totalitaryzmu w Charkowie. Figuruje na Liście Starobielskiej NKWD, pod poz. 126.

## Upamiętnienie
- 5 października 2007 minister obrony narodowej Aleksander Szczygło mianował go pośmiertnie na stopień pułkownika[47][48][49]. Awans został ogłoszony 9 listopada 2007 w Warszawie, w trakcie uroczystości „Katyń Pamiętamy – Uczcijmy Pamięć Bohaterów”[50][51][52].

## Ordery i odznaczenia
- Krzyż Walecznych[53]
- Złoty Krzyż Zasługi (16 marca 1934)[54]
- Medal Niepodległości (22 grudnia 1931)[55][29]
- Medal Pamiątkowy za Wojnę 1918–1921[56]
- Medal Dziesięciolecia Odzyskanej Niepodległości[56]
- Odznaka Pamiątkowa Korpusu Ochrony Pogranicza „Za Służbę Graniczną”[56]
- Krzyż Legionowy[56]
- Srebrny Medal Waleczności II klasy (Austro-Węgry)[3]
- Krzyż Wojskowy Karola (Austro-Węgry)[3]